# FN-Browning Selbstladegewehr cal 22
Das  FN-Browning Selbstladegewehr cal 22  ist ein von John Moses Browning um 1900 entwickeltes und 1914 patentiertes (U.S. Patent 1083384, Jan 6, 1914) Selbstladegewehr für Kleinkaliberpatronen mit abnehmbaren Lauf. Es wurde zwischen 1914 und 1976 von der Fabrique Nationale d’Armes, Herstal in Belgien hergestellt, die Produktion wurde bei Miroku, Japan weitergeführt. In den USA wurde es von Remington Arms hergestellt.

## Technik & Beschreibung
Das FN-Browning-Selbstladegewehr im Kaliber .22 ist ein aufschießender Rückstoßlader mit einem Masseverschluss. Im Rücklauf wird der Verschluss von der Schließfeder und der neben ihr liegenden Schlagbolzenfeder gebremst. Die abgeschossene Hülse wird nach unten ausgeworfen. Geladen wird die Waffe, indem der Verschluss an einem unten aus dem Verschlusskasten herausragenden Ansatz bis zum Anschlag zurückgezogen und losgelassen wird. Das Röhrenmagazin liegt im Kolben, die Patronen werden durch den in einer herausnehmbaren Hülse liegenden federbelasteten Zuführer nachgeschoben. Die Öffnung zum Nachladen der einzelnen Patronen liegt seitlich rechts oder oben im Kolben. Der Lauf kann dank des unterbrochenen Gewindes durch eine Vierteldrehung abgenommen werden. Daraufhin kann der im Verschlussgehäuse in einem Rahmen liegende Verschluss und Zündmechanismus ohne Werkzeug entfernt werden.

## Verwendung
Die Waffe wird für das Plinking, d. h. das Schießen im freien Gelände, als leichte Schonzeitbüchse sowie für die Schädlingsbekämpfung eingesetzt.

## Rechtliche Einstufung
Aufgrund der Zerlegbarkeit ist die Waffe nach Anlage 2 Abschnitt 1 Nr. 1.2.3 des deutschen Waffengesetzes verboten.

## Varianten

### FN-Browning cal 22
Das bei der FN Herstal in Lizenz hergestellte Selbstladegewehr wurde ab 1914 in zwei Varianten gebaut, eine für die Patrone .22 kurz, Fassungsvermögen (16 Schuss), die andere für die Patrone .22 lfB, (11 Schuss). Die Patronen sind nicht austauschbar. Bei den nach Produktionsbeginn bis 1920 hergestellten Waffen war die Nachladeöffnung oben am Pistolengriff angebracht, bei späteren Waffen liegt sie seitlich rechts am Kolben.

### Remington Model 241
Die erste Variante wurde 1914 unter der Bezeichnung „M16 Autoloading .22 Caliber Rifle“ auf den Markt gebracht. Deren Patronenlager erlaubte das Verschießen von handelsüblichen .22er Patronen nicht. Sie verschoss eine speziell von Remington für diese Waffe dimensionierte, bis 1934 hergestellte Patrone mit rauchlosem Pulver, da die damals angebotenen .22er Patronen verschieden starke, darunter auch noch Schwarzpulverladungen enthielten. Genau wie beim von Winchester hergestellten Selbstladegewehr Model 1903, das die .22-Automatic-Winchester-Patrone verschoss, waren die Verkäufe nicht befriedigend. Ab 1919 wurde die Waffe unter der Bezeichnung Remington Model 24 für die .22 short und unter Remington Model 241 für die .22 long Rifle auf den Markt gebracht. Ab 1936 bis 1941 und nach dem Krieg bis 1951 wurde die Waffe in etwas schwererer Ausführung als Remington Speedmaster 241 .22 Autoloading Rifle angeboten. Wegen der nach unten ausgeworfenen Hülse kann an der Auswurföffnung ein Element montiert werden, das die Hülse nach rechts abweist.

### Zielfernrohrmontage
Um die Montage eines Zielfernrohres zu erlauben, wurde bei beiden Herstellern eine Variante mit ins Verschlussgehäuse eingefrästen Rillen angeboten.

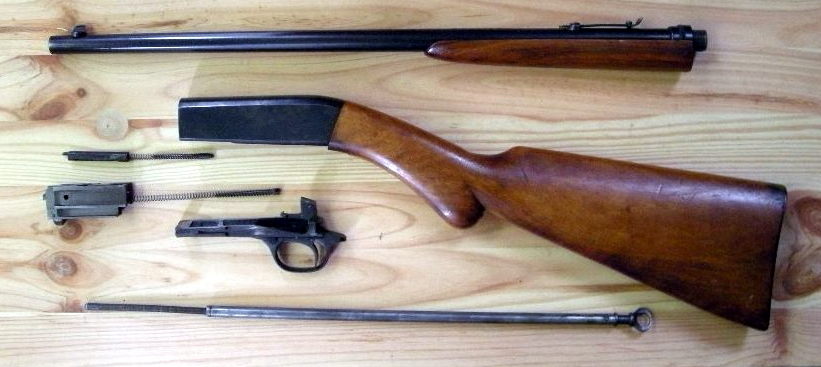
Browning Selbstladegewehr zerlegt
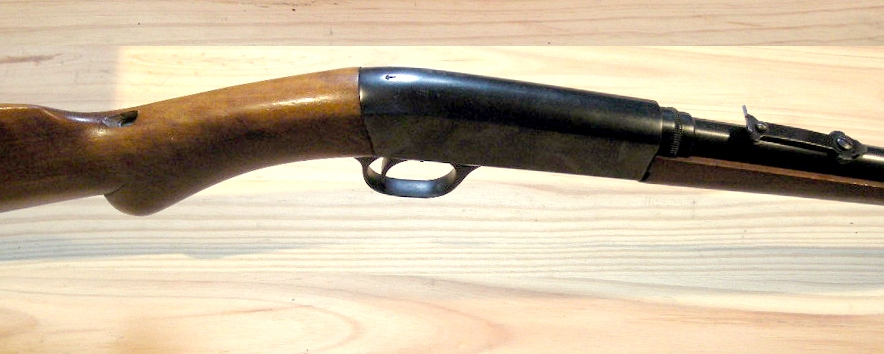
Verschlussgehäuse, Ladeöffnung auf Kolben sichtbar
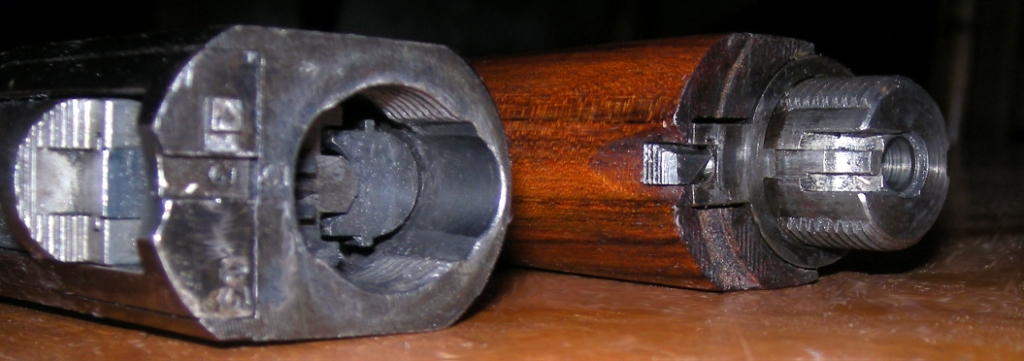
Verbindung Lauf-Gehäuse durch unterbrochenes Gewinde
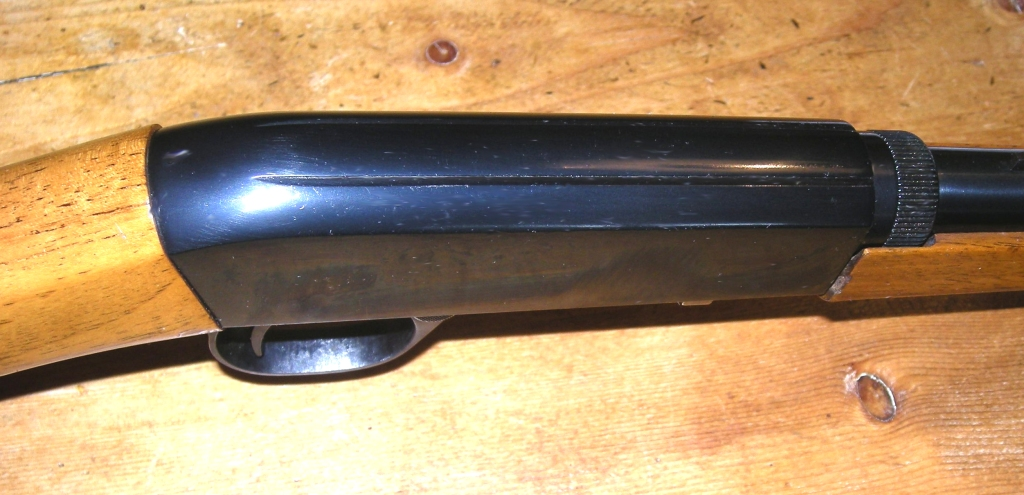
Montagerillen fürs Zielfernrohr
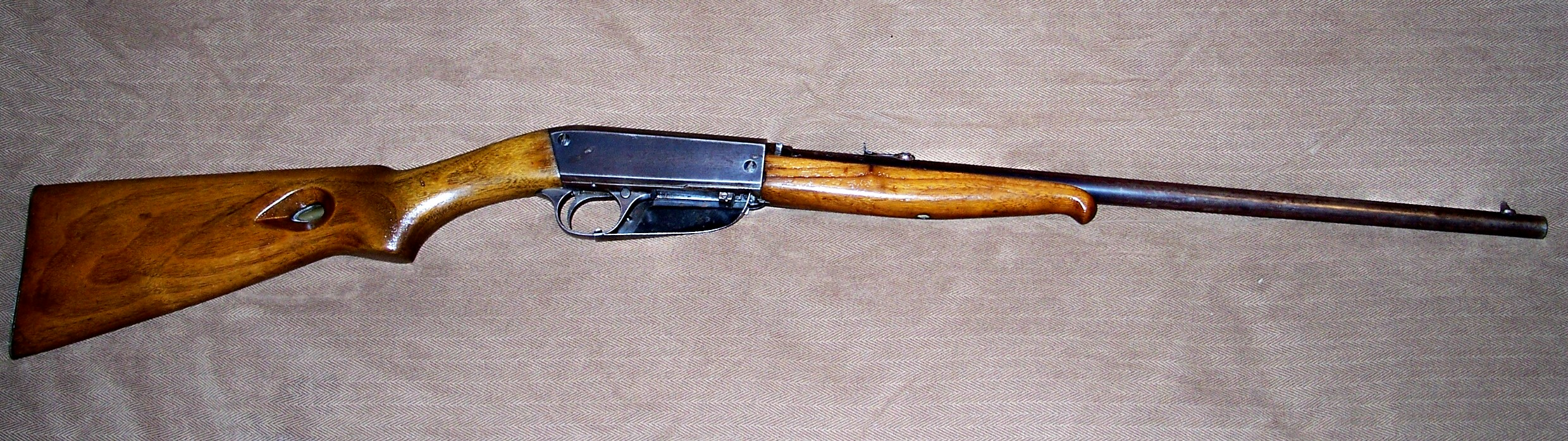
Remington Model 24/241, sichtbar die Ladeöffnung am Kolben
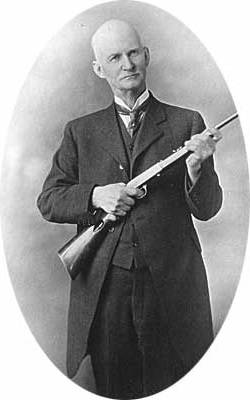
John Moses Browning mit Browning Selbstladegewehr cal 22 (Ladeöffnung links, Bild seitenverkehrt)